# Charles Moreau (Politiker)
Charles Moreau (* 18. Februar 1820 in Delsberg; † vor 1876) war ein Schweizer Politiker. Von 1851 bis 1854 gehörte er dem Nationalrat an.
Er war der Sohn des Anwalts Charles-Jean-Baptiste Moreau und dessen Ehefrau Anne Wicka. Charles Moreau heiratete Marie Marguerite Gressly, die Tochter des François-Xavier Gressly, des Mitbesitzers der Glaserei Laufen.

## Biografie
Über ihn ist recht wenig bekannt. Er war Sohn des gleichnamigen Regierungsstatthalters der Franches-Montagnes. Moreau war Mitbesitzer der Glaserei in Laufen sowie Advokat in Delsberg. Auf Seiten der Katholisch-Konservativen gehörte er dem Grossen Rat des Kantons Bern an. Er kandidierte bei den Nationalratswahlen 1851 und wurde im Wahlkreis Jura gewählt. Im Mai 1854 trat er zurück.